# Rio Võhandu
Võhandu é o mais longo rio da Estônia.
Ele tem 162 km de comprimento. A bacia hidrográfica do Võhandu tem 1 420 km² e está totalmente dentro do território da Estônia.
O Võhandu nasce na vila (estoniano: küla) de Saverna (município rural de Valgjärve) e deságua no lago Lämmijärv, passando pela vila de Võõpsu (município rural de Mikitamäe). Desde o curso superior do lago Vagula o rio também ganha o nome de Pühajõgi ("rio sagrado"), no seu curso inferior recebe o nome de Voo. O rio Võhandu é navegável do lago Peipus até depois de Võõpsu.
O vale do rio Võhandu foi transformado em Área de conservação em 1963.

## Afluentes
Margem direita:
 Kokle, Sillaotsa, Rõuge, Iskna, Pahtpää, Mädajõgi
Margem esquerda:
 Parisoo, Karioja, Viluste, Toolamaa